# Jeu de tueur
Jeu de tueur (titre original : Eagle Strike) est le quatrième roman de la série Alex Rider écrite par Anthony Horowitz. Il a été publié le 7 avril 2003 au Royaume-Uni puis le 15 octobre 2003 en France.

## Résumé
Un attentat se produit dans la maison où Alex passe ses vacances. Celui-ci se sent visé, surtout quand il découvre que Yassen Gregorovitch est dans le coup.
Mais la filière semble remonter encore plus haut, jusqu'à un milliardaire richissime. Pour mener l'enquête, Alex devra se désolidariser de l'IS, affronter un taureau, jouer à un jeu vidéo grandeur nature, découvrir pourquoi Yassen Gregorovitch lui sauve à plusieurs reprises la vie et compter une fois de plus sur ses amis, surtout quand la mort rôde.